# Ewa Skoczkowska
Ewa Skoczkowska, również jako Ewa Grocholewicz (ur. 16 maja 1956 w Łodzi) – polska scenograf filmowa.
Nominowana do Nagrody za scenografię do filmu Femina na Festiwalu Polskich Filmów Fabularnych w Gdyni w 1991, nominowana do Polskiej Nagrody Filmowej, Orzeł 2005 za scenografię do fimu Pręgi oraz laureatka Emmy News and Documentary Award 2011 w kategorii: Outstanding Lighting Direction and Scenic Design za scenografię do filmu Hindenburg. Titanic of the skies. Członek Polskiej Akademii Filmowej.

## Filmografia

### Scenograf
- 1990: Femina
- 1991: Moskau - Petuschki
- 1992: Daens
- 1993: Lista Schindlera
- 1996: Sortez des rangs
- 1996: Autoportret z kochanką
- 1997: Sara
- 2000: Dowód życia
- 2001: Boże skrawki
- 2002: Julia wraca do domu
- 2002: Król przedmieścia
- 2004: Pręgi
- 2005: Auschwitz. Naziści i „ostateczne rozwiązanie”
- 2005: Hiroszima
- 2005: Blitz: London's Firestorm
- 2005: D-Day To Berlin
- 2005: The Somme
- 2006: Letnia miłość
- 2006: Unicestwienie
- 2007: Hindendurg: Titanic of the skies
- 2008: Kulisy II wojny światowej
- 2008: Londyńczycy
- 2009: Wichry Kołymy
- 2009: Funio, Szefunio i reszta... czyli dzieciaki ratują świat
- 2011: Ki
- 2012: Supermarket
- 2012: Felix, Net i Nika oraz Teoretycznie Możliwa Katastrofa
- 2012: Szpiedzy w Warszawie
- 2012: Playhouse Presents
- 2014: Dzwony wojny
- 2014: Kamienie na szaniec
- 2015: Słaba płeć?
- 2016: Moje córki krowy
- 2016: Maria Skłodowska-Curie
- 2016: Zgoda
- 2017: Konwój